# Sweet Chocolate
Die Sweet Chocolate ist eine süße, sehr fruchtige Paprikasorte und gehört zur Familie der Nachtschattengewächse.

## Beschreibung

### Erscheinungsbild
Die Pflanze erreicht eine Höhe von 70 bis 80 cm.

### Frucht
Die Früchte wachsen blockig bis etwas spitz, werden 8 bis 12 cm lang und werden halb so breite Früchte. Der Reifeprozess beginnt von grün über dunkelrot nach braun, innen ist das Fruchtfleisch bis zu 5 mm dick und dunkelrot.

## Anbau und Erntezeit
Die Samen der Pflanze sollten im Februar oder März ausgesät werden und brauchen einen feuchten und nährstoffreichen Boden. Die Erntezeit ist ab August.